# لوکا مه آتزا
لوکا مه آتزا (انگلیسی: Luca Meazza؛ زادهٔ ۱۲ نوامبر ۱۹۶۵) بازیکن فوتبال اهل ایتالیا است.
از باشگاه‌هایی که در آن بازی کرده‌است می‌توان به باشگاه فوتبال اینتر میلان اشاره کرد.